# Waldviertler Teich-, Heide- und Moorlandschaft
Waldviertler Teich-, Heide- und Moorlandschaft este o arie protejată (arie specială de conservare — SAC, sit de importanță comunitară — SCI) din Austria întinsă pe o suprafață de 13.715,7 ha, integral pe uscat.

## Localizare
Centrul sitului Waldviertler Teich-, Heide- und Moorlandschaft este situat la coordonatele 48°47′55″N 15°08′20″E / 48.7986°N 15.1389°E.

## Înființare
Situl Waldviertler Teich-, Heide- und Moorlandschaft a fost declarat sit de importanță comunitară în septembrie 1998 pentru a proteja 4 specii de plante și 26 de specii de animale. Situl a fost protejat și ca arie specială de conservare în martie 2011.

## Biodiversitate
Situată în ecoregiunea continentală, aria protejată conține 31 de habitate naturale: Ape stătătoare oligotrofe până la mezotrofe, cu vegetație de Littorelletea uniflorae și/sau de Isoëto-Nanojuncetea, Lacuri eutrofice naturale cu vegetație de tip Magnopotamion sau Hydrocharition, Lacuri și iazuri distrofice naturale, Râuri de munte și vegetația erbacee de pe malurile acestora, Cursuri de apă de la nivel de câmpie la nivel montan, cu vegetație Ranunculion fluitantis și Callitricho-Batrachion, Râuri cu maluri nămoloase cu vegetație de Chenopodion rubri p.p. și Bidention p.p., Pajiști uscate europene, Pajiști carstice calcaroase sau bazofile, de Alysso-Sedion albi, Pajiști calaminariene cu Violetalia calaminariae, Pajiști uscate seminaturale și facies de acoperire cu tufișuri pe substraturi calcaroase (Festuco-Brometalia) (* situri importante pentru orhidee), Formațiuni ierboase bogate în specii de Nardus, dezvoltate pe substraturi silicioase în zone montane (și în zone submontane, în Europa continentală), Pajiști stepice subpanonice, Pajiști cu Molinia pe soluri calcaroase, turboase sau argilos-nămoloase (Molinion caeruleae), Liziere de ierburi înalte hidrofile de câmpie și de nivel montan până la alpin, Fânețe de joasă altitudine (Alopecurus pratensis, Sanguisorba officinalis), Fânețe montane, Turbării active, Mlaștini oligotrofe degradate, capabile încă de regenerare naturală, Mlaștini turboase de tranziție și turbării mișcătoare, Mlaștini alcaline, Pante stâncoase silicioase cu vegetație casmofită, Roci stâncoase cu vegetație pionieră de Sedo-Scleranthion sau Sedo albi-Veronicion dillenii, Peșteri inaccesibile publicului, Păduri de fag Luzulo-Fagetum, Păduri de fag Asperulo-Fagetum, Păduri de fag din Europa Centrală dezvoltate pe sol calcaros cu Cephalanthero-Fagion, Păduri pe pante, grohotișuri și ravene de Tilio-Acerion, Mlaștini împădurite, Păduri aluvionare cu Alnus glutinosa și Fraxinus excelsior (Alno-Padion, Alnion incanae, Salicion albae), Păduri mixte riverane de Quercus robur, Ulmus laevis și Ulmus minor, Fraxinus excelsior sau Fraxinus angustifolia, de-a lungul marilor râuri (Ulmenion minoris), Păduri acidofile de Picea de la nivel montan la nivel alpin (Vaccinio-Piceetea).
La baza desemnării sitului se află mai multe specii protejate:
- plante (4): Asplenium adulterinum, Buxbaumia viridis, Coleanthus subtilis, mușchi (Dicranum viride)
- amfibieni (3): buhai de baltă cu burta roșie (Bombina bombina), izvoraș-cu-burta-galbenă (Bombina variegata), triton cu creastă (Triturus cristatus)
- mamifere (5): liliac cârn (Barbastella barbastellus), lupul (Canis lupus), vidră de râu (Lutra lutra), râs eurasiatic (Lynx lynx), liliac comun (Myotis myotis)
- nevertebrate (12): Carabus menetriesi pacholei, fluturele de noapte (Eriogaster catax), fluturele flitirar (Euphydryas maturna), Euplagia quadripunctaria, libelule (Leucorrhinia pectoralis), rădașcă (Lucanus cervus), fluturele purpuriu (Lycaena dispar), phengaris nausithous (Maculinea nausithous), Maculinea teleius, Margaritifera margaritifera, Ophiogomphus cecilia, Unio crassus
- pești (6): avat (Aspius aspius), Cobitis taenia Complex, Eudontomyzon mariae, cicar (Lampetra planeri), țipar (Misgurnus fossilis), boarță (Rhodeus amarus)

Pe lângă speciile protejate, pe teritoriul sitului au mai fost identificate 6 specii de plante, 11 specii de amfibieni, 15 specii de mamifere, 8 specii de nevertebrate, 2 specii de pești, 7 specii de reptile.